# Jaszuny
Jaszuny (lit. Jašiūnai) – miasteczko na Litwie, położone na południe od Wilna i o 17 km na północny zachód od Solecznik, na skraju Puszczy Rudnickiej. Siedziba gminy Jaszuny, w skład której wchodzi 41 wsi, ponad 5 tys. mieszkańców i jest położone na obszarze 261,9 km².
Historyczna siedziba rodowa Radziwiłłów, potem Balińskich. W pałacu w Jaszunach bywali: Adam Mickiewicz, Juliusz Słowacki, Jan i Jędrzej Śniadeccy.
Znajduje tu się stacja kolejowa Jaszuny, położona na linii Wilno – Lida.

## Historia miejscowości

### Powstanie osady
Pierwsza wzmianka historyczna o Jaszunach pochodzi z krzyżackich źródeł datowanych przełomem XIV i XV wieków. Obecnie, oficjalnie przyjętą datą założenia Jaszun jest 1402 rok, chociaż niewątpliwie pierwsza osada – protoplasta Jaszun – ma o wiele starszą metrykę.

### I Rzeczpospolita
W XV i XVI wiekach Jaszuny były królewskim dworem, a w dokumentach historycznych nazywane są najczęściej Mereczem – Jaszunami. Leżące na skraju Puszczy Rudnickiej osiedle było punktem wypadowym królewskich i magnackich polowań. Okolice Jaszun zamieszkiwane były przez żyjących tu od wieków bojarów i osoby, które tutaj otrzymały królewskie nadziały, zaś głównym zajęciem tubylczej ludności była organizacja królewskich łowów.
Na początku XVI wieku w Jaszunach wybudowano pierwszy kościół lub kaplicę fundacji Katarzyny Skilendziny. Wiadomości dotyczące tego kościoła są bardzo skąpe: świątynia pw. Matki Bożej i św. św. Jerzego i Katarzyny istniała do I połowy XVII wieku. W okresie ruchu reformacyjnego na Litwie w Jaszunach zbudowano zbór kalwiński, zaś kościół, pozostawiony bez należytej troski, wkrótce rozpadł się ze starości lub spłonął w pożarze. Ówcześni właściciele Jaszun byli zaciekłymi kalwinistami, a stojący na terenie ich majątku kościół był dla nich solą w oku. Na schyłku XVI i XVII wieków dwór Jaszuny stał się własnością rodu Radziwiłłów, którzy już kilkadziesiąt lat wcześniej rozpoczęli stopniowe nabywanie okolicznych drobniejszych szlacheckich majątków i z czasem w swych rękach skupili ogromne terytorium, które stało się podstawą majątku Jaszuny. Właśnie za czasów Radziwiłłów w Jaszunach zbudowano zbór kalwiński. Gospodarzami Jaszun były takie słynne postacie historyczne jak Krzysztof Radziwiłł „Piorun” i Janusz Radziwiłł –
obaj w swoim czasie byli wojewodami wileńskimi, Bogusław Radziwiłł, znany głównie z sienkiewiczowskiego Potopu, Michał Kazimierz Radziwiłł „Rybeńko” i Karol Stanisław Radziwiłł „Panie Kochanku”, którzy także zajmowali wysokie stanowiska w ówczesnym państwie polsko-litewskim. W XVIII wieku, po „nawróceniu” Radziwiłłów na wiarę katolicką, jaszuński zbór rozebrano, zaś na jego miejscu zbudowano niedużą drewnianą kaplicę (należała do parafii rudnickiej), która istniała jeszcze na początku XIX wieku. Ostatnim przedstawicielem tej magnackiej rodziny, który władał Jaszunami, był Dominik Radziwiłł.

### XIX wiek

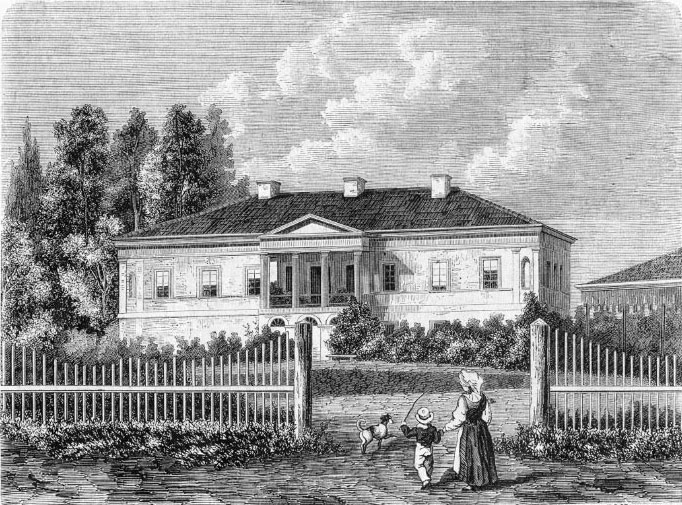
Pałac w Jaszunach w XIX w. (E. Gorazdowski)

W 1811 roku posiadłość Jaszuny nabył Ignacy Baliński (1756-1819), cześnik inflancki, wiceminister departamentu doraźnego Trybunału Litewskiego. Po jego śmierci w 1819 roku jaszuński majątek odziedziczył młodszy jego syn Michał. W latach dwudziestych i trzydziestych XIX wieku Jaszuny stały się ważnym ośrodkiem kultury polskiej na Wileńszczyźnie. Michał Baliński, wychowanek Uniwersytetu Wileńskiego, członek Towarzystwa Szubrawców i Towarzystwa Topograficznego, jeden z redaktorów „Tygodnika Wileńskiego”, słynny badacz przeszłości Polski i Litwy, był postacią dość znaną w Wilnie, toteż podwileńskie Jaszuny z czasem stają się chętnie odwiedzanym miejscem przez przedstawicieli ówczesnej inteligencji wileńskiej. Rola Jaszun jeszcze bardziej wzrosła po zbliżeniu się Balińskich ze Śniadeckimi. W 1820 roku Michał Baliński zawarł związek małżeński z Zofią Śniadecką, córką profesora Jędrzeja Śniadeckiego i bratanicą profesora, emerytowanego rektora Uniwersytetu Wileńskiego Jana Śniadeckiego. W 1824 roku ustępujący ze służby Jan Śniadecki postanowił zamieszkać w Jaszunach, w tym też roku rozpoczęto tu budowę nowego murowanego pałacu według projektu prof. Karola Podczaszyńskiego. Budynek w stylu późnego klasycyzmu ukończono w 1828 roku, prócz pałacu w sąsiedztwie powstały utrzymane w podobnym stylu zabudowania gospodarcze i park krajobrazowy. Trudno jest wymienić wszystkich gości, których niejednokrotnie witały Jaszuny. Bardziej znani to: Tomasz Zan, Juliusz Słowacki, Antoni Edward Odyniec, Józef Mianowski, ks. Jundziłł, biskup B. Kłągiewicz, Wawrzyniec Puttkamer z Bolcienik, ks. Paweł Brzostowski z Turgiel. Dla gości Balińscy organizowali słynne polowania, wieczory poetyckie i inne rozrywki. Balińscy dbali także o rozwój przemysłowy swego majątku, zatem już w I połowie XIX wieku uruchomiono tu przetwórstwo drewna – działały tartaki, fabryka terpentyny i gontów. Z czasem zbudowano też mechaniczną kuźnię – hamernię i odlewnię wyrobów miedzianych. Po śmierci Michała Balińskiego (w 1864 roku) Jaszuny odziedziczył jego syn Konstanty, natomiast ostatnimi właścicielami majątku przed 1939 rokiem byli Aleksander i Anna z Balińskich Pereświet – Sołtanowie.

### XX wiek

#### Bunt Żeligowskiego i II Rzeczpospolita
W październiku 1920 r. Jaszuny i Wileńszczyzna stały się sceną „buntu” Żeligowskiego. Dla równowagi Litwini próbowali w tym samym czasie zająć Augustów i część Suwalszczyzny. Na interesującym nas obszarze Litwini atakowali wojska polskie, korzystając ze wsparcia sowietów. Np. pod wioskami Waryszki, Butwidańce, Krumińce i Dziechciary (dziś rejon orański). 6 września Józef Piłsudski wydaje rozkaz o wstrzymaniu działań wojennych przeciwko wojskom litewskim na odcinku od granicy pruskiej do wsi Poturce (na zachód od Ejszyszek). Tego dnia III brygada jazdy zajmowała rejon na północ od Ejszyszek, gdzie także grupował się 201 pułk piechoty.
Akcja Żeligowskiego, mająca na celu opanowanie Wilna przez zbuntowane polskie oddziały, opierała się na doraźnie utworzonej grupie „Bieniakonie”, w skład której wchodziła 1 Dywizja Litewsko-Białoruska, ponadto 3 brygada jazdy, 3 Dyw. Piechoty Legionów, 211 i 13 pułki ułanów. 6 października 1920 wojska osiągnęły rejon Butrymańców, Ejszyszek i Taboryszek. 7 października na linii małe Sałki –Małe Soleczniki -Żłoukty były ustawione dwie kompanie 44 pułku piechoty, pozostałe siły z tej formacji rozmieszczone były na północ od Wisińczą. Żeligowski nakazał i brygadzie Litewsko Białoruskiej osiągnąć rejon Tereszyszki- Ślizuny- Halina. Sztab miła kwaterować w Śliżunach. Oddział mjr Kościałkowskiego osiągnąć rejon Żegarynie –Popiszki –Rudniki. II brygada litewsko białoruska miała osiągnąć rejon Kiejdzie- Wojcieszuny- Czetyrki – sztab miał kwaterować w Jaszunach. Szpital miał być przesunięty z Borc do Małych Solecznik. 8 października Żeligowski wydał rozkaz:
Zważywszy, ze zawarte z rządem kowieńskim linie rozejmowe z góry i na niekorzyść nas mieszkańców Ziemi: Wileńskiej, Grodzieńskiej i Lidzkiej, nasz kraj wraz z polskim Wilnem przysądzają Litwinom, postanowiłem z orężem w reku prawo stanowienia mieszkańców mojej Ojczyzny bronić i objąłem dowództwo nad żołnierzami z tych ziem pochodzącymi. /stop/ Nie mając możliwości postępowania wbrew własnemu sumieniu i [w] poczuciu obowiązku obywatelskiego z żalem zgłaszam zwolnienie z obowiązku służby i dtwa grupy. 
Żeligowski rozpoczął marsz na Jaszuny. Atak prowadzono trzema kolumnami działającymi w pasie na szerokości 20 km, 8 października osiągnięto linię Gierwiszki- Koniuchy- Bieniakonie. Na lewym skrzydle grupa mjra M. Kościałkowskiego kierowała się przez Puszczę Rudnicką w rejon Popiszek i Rudnik. Dywizja Litewsko Białoruska przesuwała się po obu stronach traktu lidzkiego, a 1 Brygada pod dowództwem płk Władysława Bejnara skierowana została do rejonu Taraszyszki -Śliżuny. 2 Brygada Litewsko-Białoruska pod dowództwem płk Rybickiego szła w kierunku Jaszun i Turgieli. Dowództwo litewskie nakazało swoim oddziałom podjąć obronę na linii: Czarny Bór- Słomianka -Kinelówka. Żeligowski dążył do sforsowania Mereczanki. Przed godziną 11 –tą artyleria Żeligowskiego ostrzeliwała rejon stacji Stasiły. Około południa marsz wojsk polskich został powstrzymany skutecznym ogniem artylerii litewskiej. Po dwugodzinnej walce, o godz. 16 wojska polskie sforsowały rzekę Mereczankę w rejonie mostu kolejowego. Po obydwu stronach byli zabici i ranni, ale straty litewskie były bardziej dotkliwe. W Jaszunach pojmanym oficerom litewskim gen. Żeligowski powiedział: „Polacy nie chcą wojny z Litwinami, tylko po prostu wracają po wojnie do swoich domów” Na linii Kiejdzie-Porudomino-Popiszki marsz został chwilowo wstrzymany. Wieczorem, w Śliżunach Żeligowski wydał rozkaz nr 342, w którym wyznaczył zadania na dzień następny. Oddziały Żeligowskiego wyruszyły do boju o Wilno następnego dnia o 5 rano, by po południu wkroczyć do miasta.

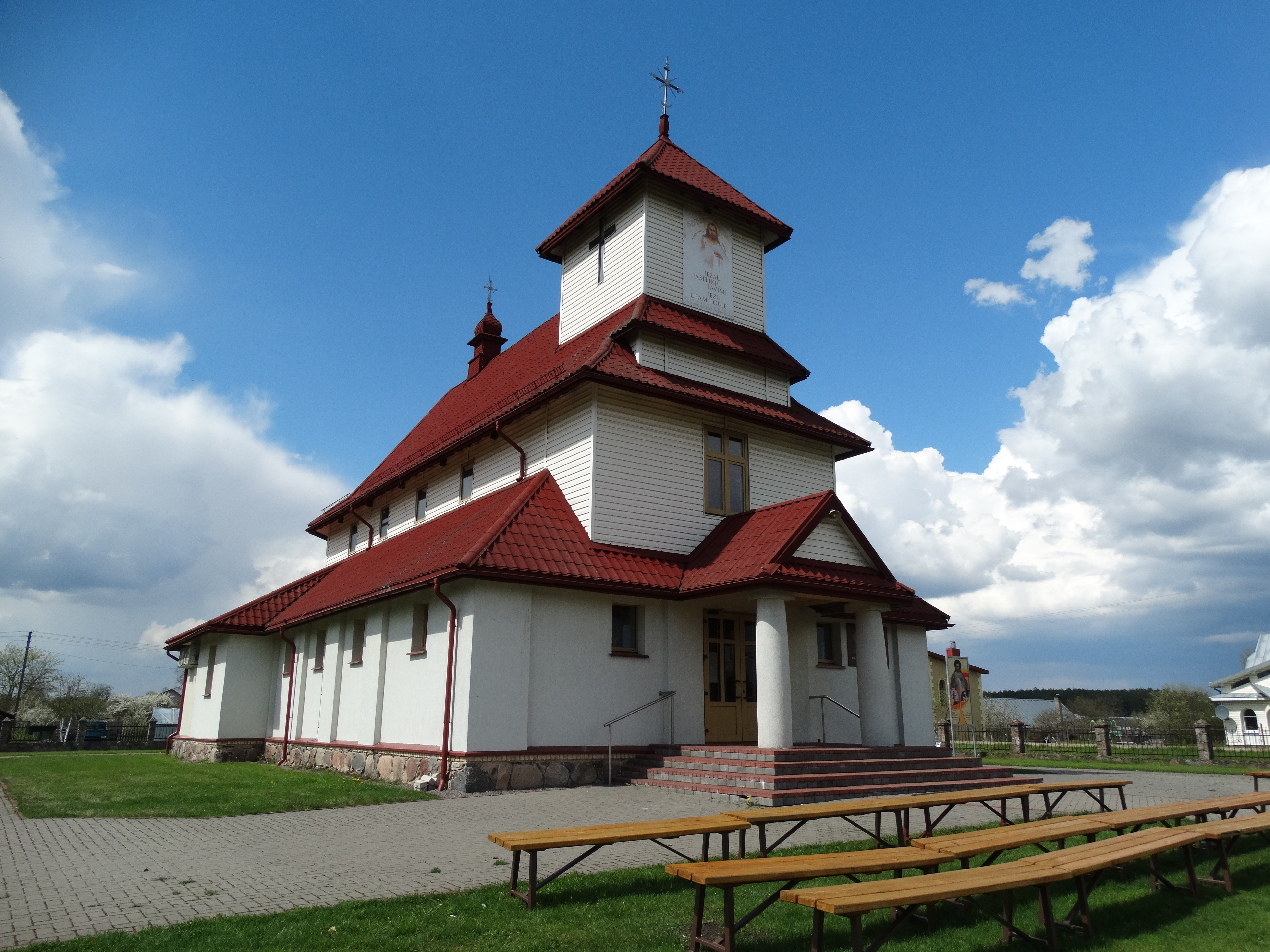
Kościół św. Anny

Przez parę wieków Jaszuny należały do parafii rudnickiej. Kaplica zbudowana na początku XVIII wieku istniała ponad sto lat. W I połowie XIX wieku, z przyczyny braku w osiedlu świątyni, Balińscy otworzyli prowizoryczną kapliczkę w jednej z komnat swego pałacu, która prawdopodobnie służyła okolicznym wiernym do okresu międzywojennego XX wieku. W latach dwudziestych, z inicjatywy Marii Balińskiej i miejscowej ludności, podjęto decyzję budowy nowego kościoła w Jaszunach. Koszty budowy w znacznej części opłacono z konta Pereświet – Sołtanów. Drewniany kościół św. Anny w stylu staropolskim ukończono jesienią 1928 roku. W tymże okresie powstała samodzielna parafia jaszuńska.
W 1929 roku w Jaszunach mieszkało 612 osób; miasteczko należało do gminy solecznickiej, ale miało sąd pokoju.

#### II wojna światowa i okres powojenny
W czasie kampanii wrześniowej stacjonowały tu 151. i 152. eskadry myśliwskie.
25 września 1941 roku Niemcy i członkowie litewskiego Sonderkomando nr 3 dokonali egzekucji jaszuńskich Żydów, a miało to miejsce koło wioski Gaj. Zamordowano wtedy 575 osób (215 mężczyzn, 229 kobiet i 131 dzieci).
Po II wojnie światowej i utracie miasta przez Polskę, do 1 listopada 1946 z rejonu jaszuńskiego w obecne granice Polski wysiedlono ok. 7,4 tys. Polaków, natomiast ponad 26 tys. zarejestrowanych do przesiedlenia Polaków pozostało w rejonie.

## Zabytki Jaszun

### Pałac w Jaszunach

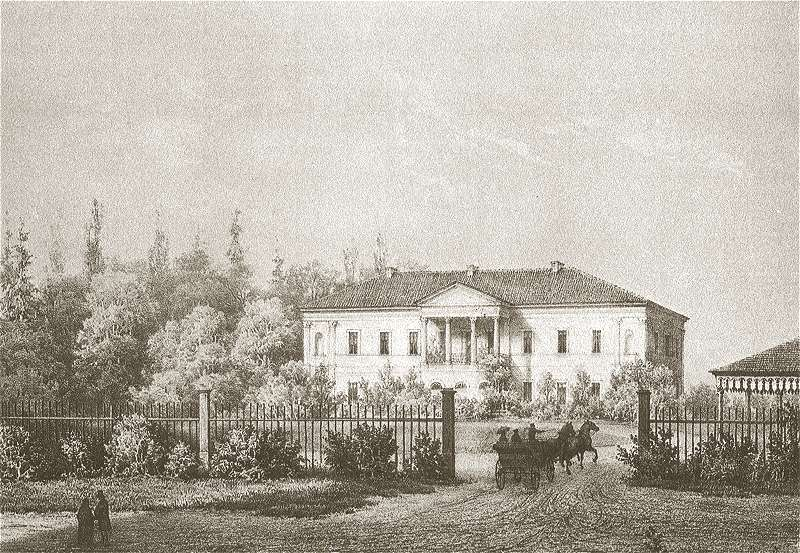
Pałac w Jaszunach na rysunku Napoleona Ordy

Pałac Balińskich w Jaszunach otoczony jest 25-hektarowym parkiem (ochronie podlega 22,6 ha). Park założony został w okresie budowy pałacu, pod koniec XIX w. znacznie poszerzony za sprawą Pawłowicza, który był ogrodnikiem. Park przylegał do sadu owocowego. Jedna z polanek w jaszuńskim parku nazywa się „polanką Juliusza Słowackiego”. Młody Juliusz posadził tu brzozę, a akcja I aktu „Kordiana” rozgrywa się w Jaszunach. Słowacki był w Jaszunach co najmniej trzykrotnie: w końcu grudnia 1827 roku, spędzając święta u Balińskich. Następnie 24 czerwca 1828 roku i na początku lipca tegoż roku.
Mickiewicz raczej nie bywał we dworze w Jaszunach ze względu na konflikt z prof. Janem Śniadeckim.
W pałacu odbywa się festiwal „Muzyka w Pałacu Balińskich w Jaszunach".

### Cmentarz Balińskich i Śniadeckich
Tuż za starym parkiem, na Borku nad Mereczanką, znajduje się cmentarz rodzinny właścicieli majątku (otoczony wysokim, kamiennym murem), na którym pochowani zostali m.in. Jan Śniadecki (1756-1830), rektor Uniwersytetu Wileńskiego, profesor astronomii i matematyki, Michał Baliński (1794-1864), historyk i literat, Zofia Balińska (1798-1880), Jan Baliński (1824-1902), psychiatra, w latach 1855-1880 profesor Akademii Wojskowej w Petersburgu, Konstanty Baliński, Julia Balińska, Tomasz Łukianowicz. Ostatni pochówek miał miejsce w 1937 roku. Pochowano wtedy Gabrielę Łukaszewicz. Cmentarzyk ma powierzchnię ok. 3 arów. Jest tu co najmniej 18 oznakowanych grobów, w tym 14 z zachowanymi kamiennymi nagrobkami.

## Edukacja

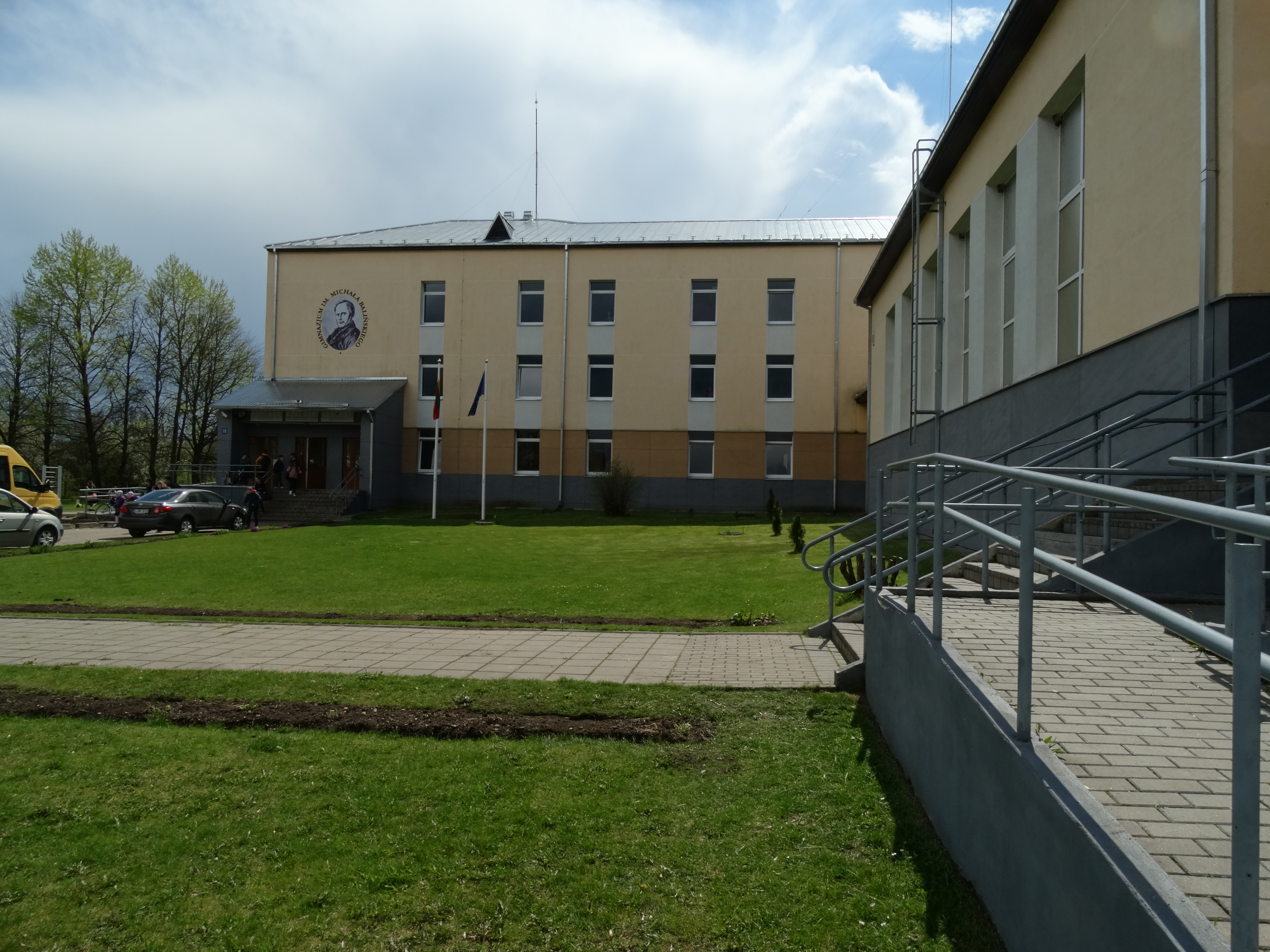
Polskie Gimnazjum im. Michała Balińskiego

W Jaszunach działają aż trzy szkoły średnie – polska im. Michała Balińskiego, rosyjska „Jedynka” oraz litewska „Aušros”. W sumie do szkół w Jaszunach uczęszcza około 900 uczniów. Jest i litewsko-polskie przedszkole. Szkoła w Jaszunach powstała na początku XX wieku. Pierwsza nauczycielka miejscowych dzieci, Katarzyna Rodziewicz, spoczywa na jaszuńskim starym cmentarzu. Kolejna „uczitielnica” – bo były lata carskiej Rosji – Jelena Władimirska, za swój szlachetny trud została odznaczona „miedalju za usierdije”. Od roku 1954 szkoła w Jaszunach miała status średniej i w pewnym okresie była trójjęzyczną (polsko-rosyjsko-litewska), jak większość średnich na tych terenach. W 1991 roku szkoła litewska przeniosła się do innego budynku a wkrótce władze litewskie wybudowały olbrzymi budynek na potrzeby miasteczka, w którym rodzin litewskich doliczyć się można naprawdę niewiele.
W 1994 roku nastąpił podział polskiej i rosyjskiej szkoły. Powstały dwie biblioteki, dwa muzea szkolne, w jednym z których akcentuje się staroobrzędowe zwyczaje wsi Gaj, zaś w drugim – dawną świetność zamieszkałych tu rodzin Śniadeckich, Balińskich.
Dziś szkoły mają wspólne pracownie przedmiotowe, uczą się pod wspólnym dachem, który ufundowała Jaszuńskiej Szkole Średniej im. M. Balińskiego „Wspólnota Polska”. Dyrektorem szkoły jest Kazimierz Karpicz.
W 2002 r. w szkole im. M. Balińskiego uczyło się 343 uczniów, 20 kompletów klas plus zerówka. Ponad 50% dzieci dojeżdżało do szkoły spoza Jaszun. Zespół nauczycielski stanowi 39 osób, z których prawie połowa nie tylko w tej szkole pracuje. W szkole działa zespół dziecięcy „Gromada”, szkoła muzyczna, klub sportowy. W muzeum szkolnym możemy się zapoznać z historią Jaszun i ich byłych właścicieli. Uczniowie opiekują się m.in. cmentarzem.

## Urodzeni w Jaszunach

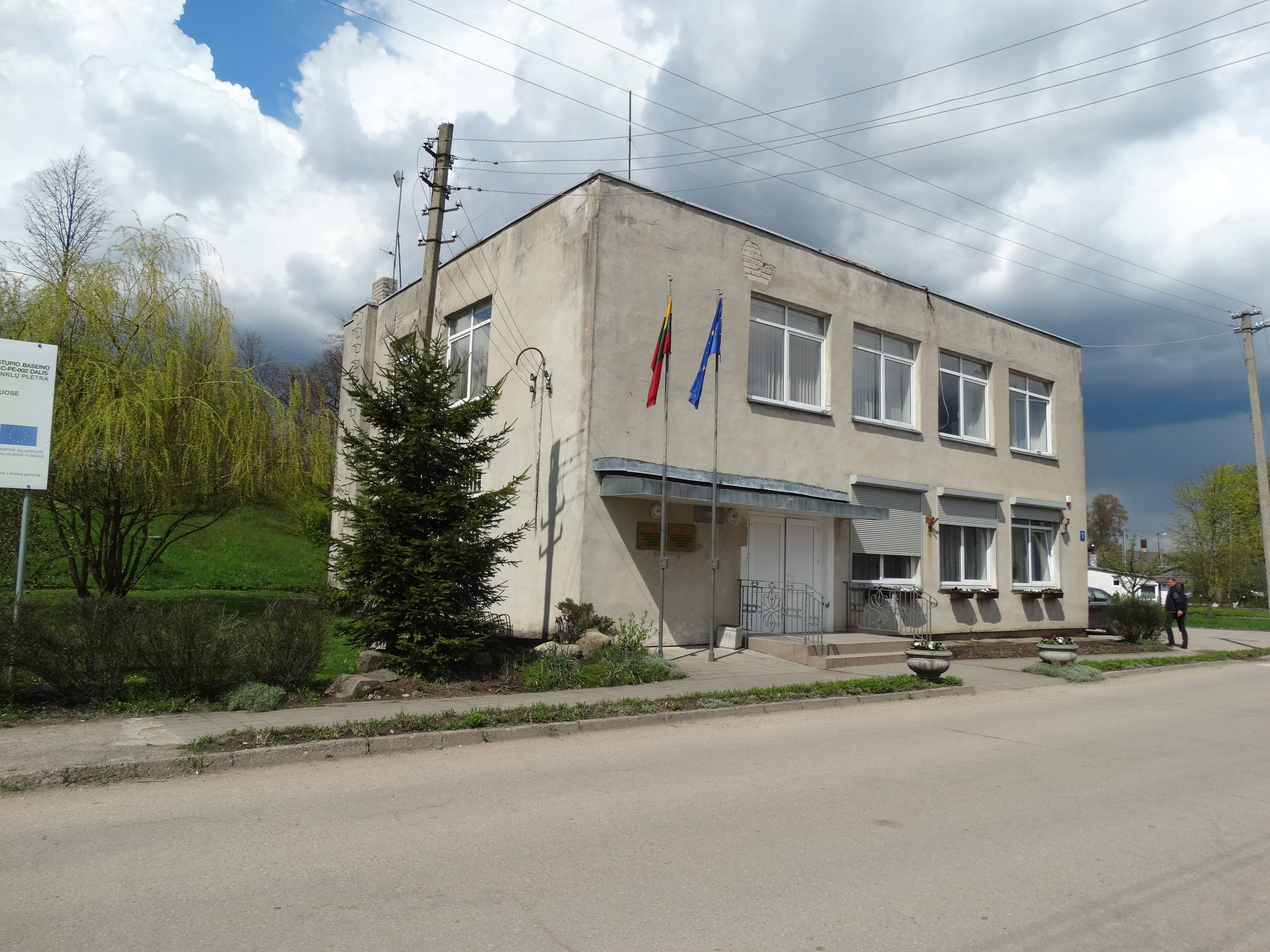
Starostwo

- Jan Adamowicz – polski polityk, samorządowiec, poseł na Sejm Litwy Środkowej i Sejm I kadencji II RP
- Jan Baliński – polski lekarz psychiatra
- Anna Maria Radziwiłłowa – księżna

## Gminy partnerskie
- Gmina Kurzętnik (Polska)
- Gmina Reszel (Polska)
- Gmina Poczesna (Polska)